# Ikeja
Ikeja est la capitale et l'une des 20 zones de gouvernement local de l'État de Lagos au Nigeria.
Ikeja est située dans la banlieue nord de Lagos.
L'aéroport international Murtala Muhammed y est situé.